# 石贊清
石贊清（1806年—1869年），字襄臣，一字次皋，貴州貴筑縣（今屬貴陽市）人，清朝政治人物。官至工部侍郎。

## 生平
石贊清於道光十八年（1838年）中进士，即用知縣。道光二十年（1840年）任直隸阜城縣知縣，道光二十三年（1843年）調盧龍縣。歷升蘆臺撫民通判、天津府知府等職。第二次鴉片戰爭期間，曾被佔領天津的英軍扣押。升任順天府府尹，同治元年（1862年）升直隸布政使，次年改湖南布政使，曾護理湖南巡撫。同治五年（1866年）任太常寺卿，轉宗人府府丞。同治七年（1868年）补授左副都御史，再補工部右侍郎，兼管錢法堂事務。次年，在京師病卒。

## 外部連結
- 石贊清 （页面存档备份，存于） 中研院史語所